# Idrettslaget Sandviken
L'Idrettslaget Sandviken, indicato solitamente come IL Sandviken, è una società polisportiva norvegese con sede a Sandviken, storico quartiere di Bergen, città costiera della contea di Vestland, nella regione di Vestlandet.
Fondato il 29 giugno 1945 annovera squadre che partecipano a diverse discipline sportive, tra le quali le più rilevanti sono il calcio, con sezione maschile e femminile, la pallacanestro e la pallamano.
I risultati sportivi più prestigiosi sono arrivati dalla sezione femminile di calcio, più volte nella massima divisione del campionato norvegese femminile di calcio, non scendendo mai al di sotto del secondo livello in tutta la sua storia sportiva, e conquistando inoltre l'edizione 1995 della Coppa di Norvegia di categoria.